# Mannenkoor Vox Humana
Het Mannenkoor RCM Vox Humana is een regionaal mannenkoor uit Leiden, opgericht in 1970.
Het repertoire bestaat voornamelijk uit: Kerkmuziek, Negro spirituals en melodieën uit musicals en Opera.

## Oprichting
Tijdens een verjaardagsfeestje kwam Sander van Marion op het idee om een mannenkoor in Leiden op te richten. Samen met een aantal gezinnen die ook op de verjaardag waren, hebben ze het door middel van zelfgemaakte folders en advertenties in de Leidse kranten en kerkbladen gepromoot. Er werd een zaaltje gehuurd in een kerk waar mannen zich in konden schrijven, uiteindelijk zijn daar 22 mannen op afgekomen. Op 17 september 1970 werd de oprichtingsvergadering gehouden en was het Rijnlands Christelijk Mannenkoor opgericht.

## Leden
Op de oprichting in 1970 is Vox Humana begonnen met 22 leden, op het hoogtepunt in 1985 had Vox Humana 134 leden. Op dit moment telt het Mannenkoor 35 actieve Leden.

## Dirigenten
- 1970 - 2003: Sander van Marion
- 2004 - 2017: Susanna Veerman
- 2018 - 2019: Jos Mans
- 2019 - 2024: Everhard Zwart
- 2024 - heden: Peter Bontje

## Grootste Mannenkoor
In 1990 heeft Vox Humana meegedaan aan "Het Grootste Mannenkoor", dit waren 2 concerten met 2000 mannen uit 22 koren waarvan 6 Nederlandse en 16 Welshe koren o.l.v. Sander van Marion, Nan van Groeningen en Wendy Halden. tevens met medewerking van Louis van Dijk, Jan Vayne en Klaas Jan Mulder.

## Discografie
- 1974: 400 Jaar Leids Ontzet - RCM Vox Humana o.l.v. Sander van Marion
- 1979: Rijnlands Christelijk Mannenkoor - RCM Vox Humana o.l.v. Sander van Marion
- 1991: The promise of Christmas -  Christelijk Mannenkoor "Jubilate", Christelijke Oratoriumvereniging "Cantate Deo", Christelijke Oratoriumvereniging "Exultate Deo", RCM "Vox Humana"  o.l.v. Sander van Marion